# Manuel de Portugal (1568-1638)
Pour les articles homonymes, voir Manuel de Portugal.
Don Emmanuel ou Don Manuel de Portugal ( 1568, Tanger - 22 juin 1638, Bruxelles), fils illégitime d'Antoine de Portugal et d'Ana Barbosa, est prince héritier de Portugal pendant le bref règne contesté de son père.
De par l'acclamation de son père comme roi de Portugal le 24 juillet de 1580 à Santarem, Manuel porta le titre de prince héritier de Portugal. Après la défaite contre l'Espagne, il fut entraîné dans l'exil de son père en France. 
Le 17 novembre 1597, à La Haye en Hollande, il épousa Émilie d'Orange-Nassau (1569-1629), fille de Guillaume le Taciturne, avec laquelle il vécut au château de Wijchen et dont il eut 8 enfants. En 1625, il révoqua son mariage.
Son épouse passa plusieurs années réfugiée avec ses filles en Suisse et notamment à Genève.
Le 3 avril 1630 il épousa Luísa Osório.
Manuel est mort à Bruxelles, en 1638, à l'âge de 70 ans.

## Descendance
De son union avec Emílie d'Orange-Nassau, il eut:
- Maria Belgia de Portugal (1599-1647) dont nombreuse descendance en Suisse
- Manuel-Antoine de Portugal
- Louis Guillaume de Portugal, Marquis de Trancoso, descendance
- Éléonore Maurícia, princesse de Portugal
- Émilie Louise de Portugal
- Anne Louise Frisia de Portugal
- Julienne Catherine de Portugal
- Sabine Delphine de Portugal

## Sources
- (pt) Cet article est partiellement ou en totalité issu de l’article de Wikipédia en portugais intitulé « Manuel, "príncipe" de Portugal » (voir la liste des auteurs).